# Incofin
Incofin cvso is een van de vier zogenaamde Belgische ontwikkelingsfondsen, naast Alterfin, BRS Microfinance en Oikocredit België. Het coöperatieve beleggingsfonds biedt nieuwe en/of lokale kmo's in ontwikkelingslanden de mogelijkheid om op te starten en hen een reële slaagkans geven. Het participeert in bedrijven en deelt zo - meestal via microfinanciering - in het risico dat lokale partners en kleine ondernemers in de derde wereld nemen.

## Geschiedenis
Op 27 augustus 1992 werd Incofin opgericht als een coöperatieve vennootschap met beperkte aansprakelijkheid met sociaal oogmerk naar Belgisch recht om in ontwikkelingsgebieden "duurzame veranderingen tot stand te brengen, zonder daarvoor afhankelijk te zijn van donaties of overheidsbudgetten". Het startkapitaal van 5.000.000 Belgische frank (123.946 euro), werd bijeengebracht door de Gentse Vdk bank en het christelijk geïnspireerde ACT (vereniging voor ontwikkelingssamenwerking, later opgegaan in Trias vzw) en de ngo Disop. 
Op 30 juni 2020 telde Incofin cvso 2.463 aandeelhouders, had een eigen vermogen van 58 miljoen euro en zegt met zijn investeringen in 51 microfinancieringsinstellingen meer dan 3,2 miljoen micro-ondernemers te bereiken.